# Liste der Länderspiele der Auswahlmannschaft von St. Pierre und Miquelon
Die Liste der Länderspiele der Auswahlmannschaft von St. Pierre und Miquelon enthält alle Spiele der Fußballauswahl von St. Pierre und Miquelon, sofern sie von der Rec.Sport.Soccer Statistics Foundation (RSSSF) oder den World Football Elo Ratings gelistet sind.

## Liste der Länderspiele
| Nr. | Datum      | Ergebnis | Gegner                  | Anlass                    | Austragungsort                   | Bemerkung                                                  |
| --- | ---------- | -------- | ----------------------- | ------------------------- | -------------------------------- | ---------------------------------------------------------- |
| *   | 03.02.1958 | 3:2      | Sélection de marins     | Freundschaftsspiel        | ? (FRA)                          |                                                            |
| *   | 27.06.1997 | 4:5      | Variétés Club de France | Freundschaftsspiel        | ? (FRA)                          |                                                            |
| *   | 19.02.1999 | 3:0      | Belize                  | Freundschaftsspiel        | Belize City (BLZ)                | Erstes Länderspiel gegen Belize, höchster Sieg             |
| *   | 22.09.2010 | 0:11     | La Réunion              | Coupe de l'Outre-mer 2010 | Saint-Gratien (FRA)              | Erstes Länderspiel gegen Réunion                           |
| *   | 25.09.2010 | 0:7      | Französisch-Guayana     | Coupe de l’Outre-mer 2010 | Gennevilliers (FRA)              | Erstes Länderspiel gegen Französisch-Guayana               |
| *   | 28.09.2010 | 0:10     | Mayotte                 | Coupe de l’Outre-mer 2010 | Franconville (FRA)               | Erstes Länderspiel gegen Mayotte                           |
| *   | 22.09.2012 | 0:13     | Guadeloupe              | Coupe de l’Outre-mer 2012 | Versailles (FRA)                 | Erstes Länderspiel gegen Guadeloupe                        |
| *   | 24.09.2012 | 0:10     | La Réunion              | Coupe de l’Outre-mer 2012 | Saint-Ouen-l’Aumône (FRA)        |                                                            |
| *   | 26.09.2012 | 1:11     | Französisch-Guayana     | Coupe de l’Outre-mer 2012 | Saint-Ouen-l’Aumône (FRA)        |                                                            |
| *   | 28.09.2012 | 1:16     | Neukaledonien           | Coupe de l’Outre-mer 2012 | Clairefontaine-en-Yvelines (FRA) | Erstes Länderspiel gegen Neukaledonien, höchste Niederlage |